# 不動利益経
『不動利益経』（ふどうりやくきょう、巴: Āneñja-sappāya-sutta, アーネーンジャサッパーヤ・スッタ）とは、パーリ仏典経蔵中部に収録されている第106経。『浄不動道経』（じょうふどうどうきょう）、『不動適応経』（ふどうてきおうきょう）とも。
類似の伝統漢訳経典としては、『中阿含経』（大正蔵26）の第75経「浄不動道経」がある。
釈迦が、比丘たちに、禅定について説く。

## 構成

### 登場人物
- 釈迦
- アーナンダ

### 場面設定
ある時、釈迦はクル国のカンマーサダンマ村に滞在していた。
そこで釈迦は、比丘たちに、四禅や四無色定について説く。
アーナンダに最強の執着とは何かと問われ、釈迦は四無色定の頂点である「非想非非想処」に嵌ることであり、「無関心に囚われること」だと答える。
アーナンダ等は歓喜する。

## 日本語訳
- 『南伝大蔵経・経蔵・中部経典3』（第11巻上） 大蔵出版
- 『パーリ仏典 中部（マッジマニカーヤ）後分五十経篇I』 片山一良訳 大蔵出版
- 『原始仏典 中部経典3』（第6巻） 中村元監修 春秋社